# ستراتفورد-أون-أيفون (دائرة انتخابية في المملكة المتحدة)
ستراتفورد-أون-أيفون (بالإنجليزية: Stratford-on-Avon)‏ هي إحدى الدوائر الانتخابية في المملكة المتحدة الممثلة في مجلس العموم في برلمان المملكة المتحدة.
عضو البرلمان الذي يمثلها حالياً هو : ناظم الزهاوي.